# Fulke Tyndall
 (août 2024).
Pour les articles homonymes, voir Tyndall.
Fulke Thomas Tyndall est un entraîneur de chevaux de courses sous harnais britannique (8 novembre 1910 à Wrexham – 18 février 1991  à Newbury (Berkshire)) dont la carrière sportive se déroula sur près de 50 ans et pendant laquelle il entraîna plus de 2 180 vainqueurs des courses du National Hunt et fut à cinq reprises entraîneur de champions de courses de steeplechases de l’année (1946-47, 1947-48, 1948-49, 1957-58, 1963-64).
Il commença sa carrière comme jockey en 1929 et remporta le titre de champion national du circuit amateur à trois reprises. Il remporta le titre du Grand National avec Reynoldstown en 1936 puis se tourna vers le circuit professionnel l’année suivante. Un grave accident qui faillit lui coûter la vie (1938) mit fin définitivement à sa carrière de jockey mais il obtint son titre d’entraîneur dès 1939. Il fit par la suite son service militaire en France avant de retourner aux champs de courses pour les 46 prochaines années, entraînant des chevaux qui remportèrent des titres au Grand National, au Scottish National, au Grand Steeplechase de Paris, la Cheltenham Gold Cup (quatre fois), le King George VI Chase (quatre fois), la Coupe Hennessey (sept fois).
En 1973, il fut nommé entraîneur des chevaux de courses de la reine Élisabeth II et de la reine-mère, qui remportèrent 150 courses sur le circuit.
Fait commandeur de l’ordre royal de Victoria en 1983, il prit sa retraite à la fin de la saison 1989-90.